# Rafał Trzaskowski
Rafał Kazimierz Trzaskowski (Varsovia, 17 de enero de 1972) es un político polaco y actual alcalde de Varsovia. También es un politólogo especializado en estudios europeos.
Se desempeñó como diputado al Parlamento Europeo (2009-2013), ministro de Administración y Digitalización (2013-2014), así como secretario de Estado en el Ministerio de Asuntos Exteriores de la República de Polonia (2014-2015). Fue elegido miembro del Sejm en 2015. En noviembre de 2017, se anunció que sería el candidato del partido Plataforma Cívica para la alcaldía de Varsovia en las elecciones locales polacas de 2018. Posteriormente ganó las elecciones el 21 de octubre de 2018 en la primera ronda y fue elegido alcalde de Varsovia después de vencer a su principal rival Patryk Jaki, del partido Ley y Justicia. Recibió un total de 505.187 votos (56.67%). 
Durante su mandato como alcalde, Trzaskowski introdujo, entre otros, un aumento en los fondos del programa in vitro de Varsovia y realizó compras récord de vehículos de transporte público limpios. En los primeros años de su mandato, se pusieron en servicio seis nuevas estaciones de la segunda línea de metro y se iniciaron las obras de construcción de la tercera línea de metro. El 18 de febrero de 2019, Trzaskowski firmó la Declaración LGBT, que tiene como objetivo luchar contra la discriminación hacia la comunidad LGBT y proporcionar orientación en áreas como seguridad, educación, cultura, deporte, administración y trabajo.
El 15 de mayo de 2020, fue elegido candidato del partido Plataforma Cívica a la Presidencia de Polonia para presentarse a las elecciones presidenciales, después de la renuncia de Małgorzata Kidawa-Błońska a su candidatura. En dichos comicios fue derrotado por el presidente en ejercicio Andrzej Duda.
Es hijo del pianista y compositor de jazz Andrzej Trzaskowski.

## Publicaciones
- Dynamika reformy systemu podejmowania decyzji w Unii Europejskiej, Wydawnictwo Prawo i Praktyka Gospodarcza, Varsovia 2004
- Polityczne podstawy rozszerzenia UE, Wydawnictwo Natolin, Varsovia 1997
- Przyszły Traktat konstytucyjny. Granice kompromisu w dziedzinie podejmowania decyzji większością kwalifikowaną (co-escrito con Jan Barcz), Wydawnictwo Prawo i Praktyka Gospodarcza, Varsovia 2004